# イソコメン
イソコメン(Isocomene)は、セスキテルペンの一つである。多年生植物Isocoma wrightiiから最初に単離され、名前の由来ともなった。3つの融合したシクロペンタン環を持つ珍しい構造は、1977年にZalkowらによって初めて記載された。1979年には、M.C. Pirrungらによって初めて全合成された。キーとなるステップは、光触媒分子内[2 + 2]環化付加反応と、それに続く3つの連続したキラル中心を形成する転位反応である。